# فرزندان علیبون
فرزندان علیبون (به انگلیسی: The Sons of Eilaboun) روایت گر روز نکبت (روز اعلام استقلال اسرائیل و مهاجرت صدها هزار فلسطینی در سال ۱۹۴۸ میلادی) در علیبون و کشتار دسته‌جمعی مردم این روستا توسط نیروهای اسرائیل در عملیات حیرام در ۳۱-۲۹ اکتبر سال ۱۹۴۸ است.

## جوایز و جشنواره‌ها
- جشنواره فیلم کارتاژ در سال ۲۰۰۸
- جشنواره فیلم فلسطینی شیکاگو
- جشنواره فیلم فلسطینی بوستون